# Прикумское
Прику́мское — село в Минераловодском районе Ставропольского края

## География
Расстояние до краевого центра: 116 км.
Расстояние до районного центра: 17 км.

## История
Меннонитско-лютеранское село Темпельгоф было основано в 1863 году немцами-меннонитами («Друзья Иерусалима») из колонии Гнаденфельд Молочанского меннонитского округа. Входило в меннонитскую общину и лютеранский приход Пятигорска. Являлось одним из первых немецких сёл, широко практиковавших виноградарство. На его территории в разное время располагались молельный дом, две мельницы, частная прогимназия, школа. В 1897 году село покинули 30 семей и основали колонию Ольгино (Темпельгоф).
До 1917 года находилось в составе Канглынской/Нагутской волости Александровского (Пятигорского) уезда Ставропольской губернии; в советский период — в составе Минераловодского района Орджоникидзевского края.
26 сентября 1917 года на XVII чрезвычайном собрании Александровской земской управы принято постановление об образовании самостоятельной волости с управой в Прикумском, состоящей из сёл Прикумского, Старой и Новой Еруслановки, хуторов Новогоднего и Глебова с общим количеством населения 1500 человек
До 2015 года село было административным центром упразднённого Прикумского сельсовета.

## Население
| 1873  | 1880  | 1905  | 1909  | 1920 | 1926  | 1989  |
| ----- | ----- | ----- | ----- | ---- | ----- | ----- |
| 100   | ↘88   | ↗400  | ↗414  | ↗986 | ↗1195 | ↗1748 |
| 2002  | 2010  | 2014  | 2021  |      |       |       |
| ↘1741 | ↗1838 | ↘1800 | ↘1534 |      |       |       |

По данным переписи 2002 года, 80 % населения — русские.

## Инфраструктура
- Спортивно-культурное объединение (недоступная ссылка)

## Образование
- Детский сад № 26 «Ласточка»[11]
- Средняя общеобразовательная школа № 5. Открыта 27 октября 1977 года[12]
- Детская музыкальная школа № 1[13]

## Экономика
- Винсовхоз «Бештау — Темпельгоф». Поездка в винсовхоз Бештау — одна из популярных экскурсий с дегустацией вин

## Спорт
- Футбольная команда «Темпельгофф». Участница Первенства Ставропольского края по футболу[14]

## Люди, связанные с селом
- Сергиенко Мария Никифоровна — колхозница, Герой Социалистического Труда
- Гоголь-Яновский Георгий Иванович - винодел, работал в имении Темпельгоф до революции
- Филлипп Дреер - учитель, один из основателей села
- Осипян Вардеван Аршакович (1925) - участник Великой Отечественной войны 1941-1945 гг., награждён орденом Красного Знамени[15]

## Памятники
- Братская могила советских воинов, погибших в боях с фашистскими захватчиками. 1942—1943, 1957 года[16]